# British Home Championship 1954/55
De British Home Championship van 1954/55 was de 60e editie van de British Home Championship. Het toernooi werd gehouden van 2 oktober 1954 tot en met 2 april 1955. Engeland werd kampioen.

## Eindstand
| Team          | Gsp | W | G | V | DV | DT | DS | Ptn |
| ------------- | --- | - | - | - | -- | -- | -- | --- |
| Engeland      | 3   | 3 | 0 | 0 | 12 | 4  | +8 | 6   |
| Schotland     | 3   | 1 | 1 | 1 | 5  | 9  | –4 | 3   |
| Wales         | 3   | 1 | 0 | 2 | 5  | 6  | –1 | 2   |
| Noord-Ierland | 3   | 0 | 1 | 2 | 4  | 7  | –3 | 1   |

## Wedstrijden
|                                                     |               |                                 |          |                                                                                    |
| 2 oktober 1954 «onderlinge duels» 15:00 uur (UTC+1) | Noord-Ierland | 0 – 2                           | Engeland | Windsor Park, Belfast Toeschouwers: 59.000 Scheidsrechter: Charlie Faultless (SCO) |
| 2 oktober 1954 «onderlinge duels» 15:00 uur (UTC+1) |               | 75' Johnny Haynes 78' Don Revie |          | Windsor Park, Belfast Toeschouwers: 59.000 Scheidsrechter: Charlie Faultless (SCO) |

|                                                    |       |                   |           |                                                                              |
| 16 oktober 1954 «onderlinge duels» 15:00 uur (UTC) | Wales | 0 – 1             | Schotland | Ninian Park, Cardiff Toeschouwers: 53.000 Scheidsrechter: William Ling (ENG) |
| 16 oktober 1954 «onderlinge duels» 15:00 uur (UTC) |       | 70' Paddy Buckley |           | Ninian Park, Cardiff Toeschouwers: 53.000 Scheidsrechter: William Ling (ENG) |

|                                                    |                                        |       |                                     |                                                                           |
| 3 november 1954 «onderlinge duels» 14:45 uur (UTC) | Schotland                              | 2 – 2 | Noord-Ierland                       | Hampden Park, Glasgow Toeschouwers: 46.200 Scheidsrechter: Alf Bond (ENG) |
| 3 november 1954 «onderlinge duels» 14:45 uur (UTC) | Jimmy Davidson 22' Bobby Johnstone 74' |       | 24' Billy Bingham 43' Billy McAdams | Hampden Park, Glasgow Toeschouwers: 46.200 Scheidsrechter: Alf Bond (ENG) |

|                                                     |                           |       |                       |                                                                                      |
| 10 november 1954 «onderlinge duels» 14:15 uur (UTC) | Engeland                  | 3 – 2 | Wales                 | Wembley Stadium, Londen Toeschouwers: 89.789 Scheidsrechter: Charlie Faultless (SCO) |
| 10 november 1954 «onderlinge duels» 14:15 uur (UTC) | Roy Bentley 70', 76', 88' |       | 35', 77' John Charles | Wembley Stadium, Londen Toeschouwers: 89.789 Scheidsrechter: Charlie Faultless (SCO) |

|                                                 |                                                                      |       |                                      |                                                                                     |
| 2 april 1955 «onderlinge duels» 15:00 uur (UTC) | Engeland                                                             | 7 – 2 | Schotland                            | Wembley Stadium, Londen Toeschouwers: 96.847 Scheidsrechter: Mervyn Griffiths (WAL) |
| 2 april 1955 «onderlinge duels» 15:00 uur (UTC) | Dennis Wilshaw 1', 70', 73', 84' Nat Lofthouse 7', 36' Don Revie 24' |       | 15' Lawrie Reilly 85' Tommy Docherty | Wembley Stadium, Londen Toeschouwers: 96.847 Scheidsrechter: Mervyn Griffiths (WAL) |

|                                                    |                                    |       |                            |                                                                                |
| 20 april 1955 «onderlinge duels» 18:00 uur (UTC+1) | Noord-Ierland                      | 2 – 3 | Wales                      | Windsor Park, Belfast Toeschouwers: 28.000 Scheidsrechter: Hugh Phillips (SCO) |
| 20 april 1955 «onderlinge duels» 18:00 uur (UTC+1) | Eddie Crossan 24' Jimmy Walker 29' |       | 11', 18', 49' John Charles | Windsor Park, Belfast Toeschouwers: 28.000 Scheidsrechter: Hugh Phillips (SCO) |